# 1787 na literatura

## Nascimentos
| Data           | Nome                        | Profissão                                        | Nacionalidade | Observações | Ref   |
| -------------- | --------------------------- | ------------------------------------------------ | ------------- | ----------- | ----- |
| 17 de novembro | António José de Lima Leitão | médico, político, militar, escritor, e professor | Portugal      | m. 1856     | [ 1 ] |

## Mortes
| Data | Nome | Profissão | Nacionalidade | Observações | Ref |
| ---- | ---- | --------- | ------------- | ----------- | --- |